# Kidding - Il fantastico mondo di Mr. Pickles
Kidding - Il fantastico mondo di Mr. Pickles (Kidding) è una serie televisiva statunitense del 2018 creata da Dave Holstein, con protagonisti Jim Carrey, Catherine Keener, Frank Langella e Judy Greer.
La prima stagione, composta da 10 episodi, è stata trasmessa dal 9 settembre 2018 su Showtime, mentre in Italia è andata in onda dal 7 novembre 2018 al 31 agosto 2020 su Sky Atlantic.

## Trama
Ambientata a Columbus, in Ohio, la serie segue Jeff Piccirillo, noto presentatore televisivo per bambini conosciuto come Mr. Pickles, che viene apprezzato da bambini e genitori allo stesso modo. Mr. Pickles sostiene un impero multimilionario di branding, ma affronta una tragedia personale e una vita familiare difficile.

## Episodi
| Stagione         | Episodi | Prima TV USA | Prima TV Italia |
| ---------------- | ------- | ------------ | --------------- |
| Prima stagione   | 10      | 2018         | 2018            |
| Seconda stagione | 10      | 2020         | 2020            |

## Personaggi e interpreti

### Principali
- Jeff Piccirillo / Mr. Pickles (stagioni 1-2), interpretato da Jim Carrey, doppiato da Roberto Pedicini.
- Sebastian Piccirillo (stagioni 1-2), interpretato da Frank Langella, doppiato da Bruno Alessandro.
- Jill Piccirillo (stagioni 1-2), interpretata da Judy Greer, doppiata da Tiziana Avarista.
- William "Will" e Philip "Phil" Piccirillo (stagioni 1-2), interpretati da Cole Allen, doppiati da Diego Follega.
- Maddy Perera (stagioni 1-2), interpretata da Juliet Morris, doppiata da Giulia Zorz.
- Deirdre "Didi" Perera (stagioni 1-2), interpretata da Catherine Keener, doppiata da Loredana Nicosia.
- Peter (stagione 2, ricorrente stagione 1), interpretato da Justin Kirk, doppiato da Massimo De Ambrosis.

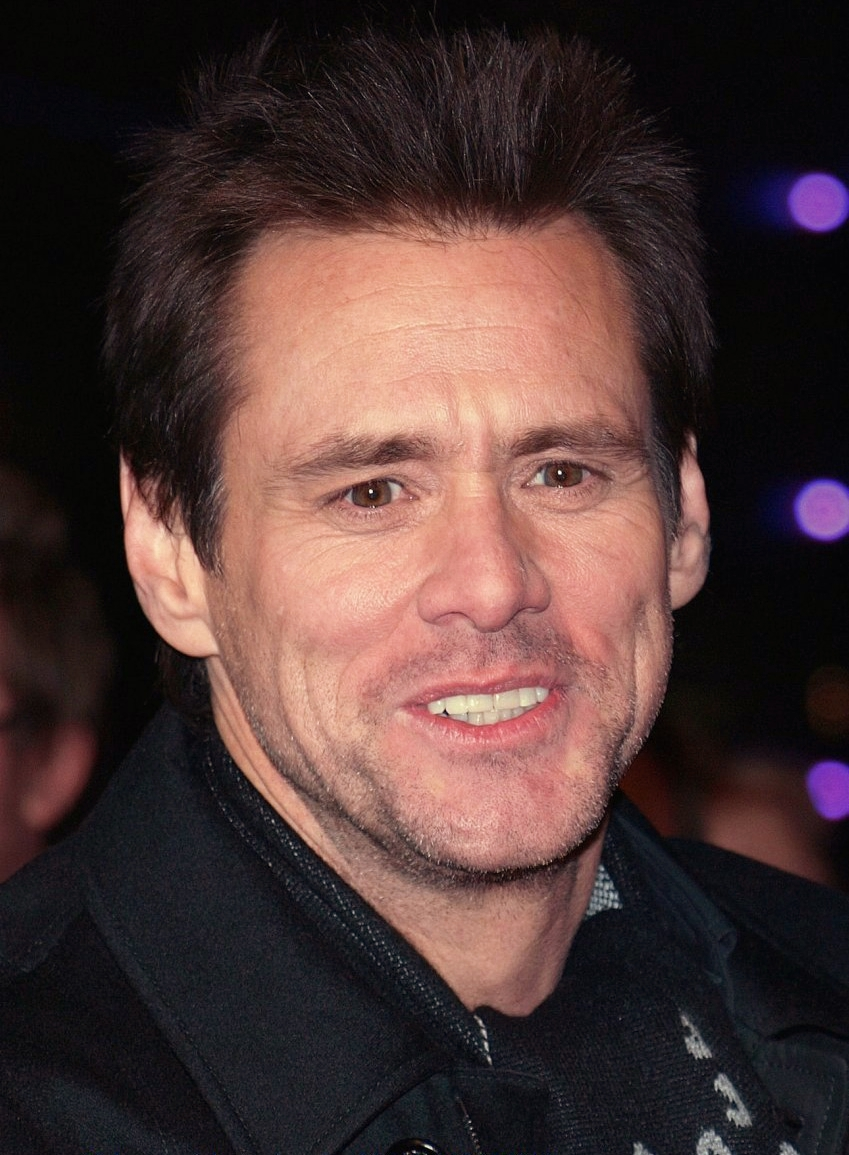
Jim Carrey
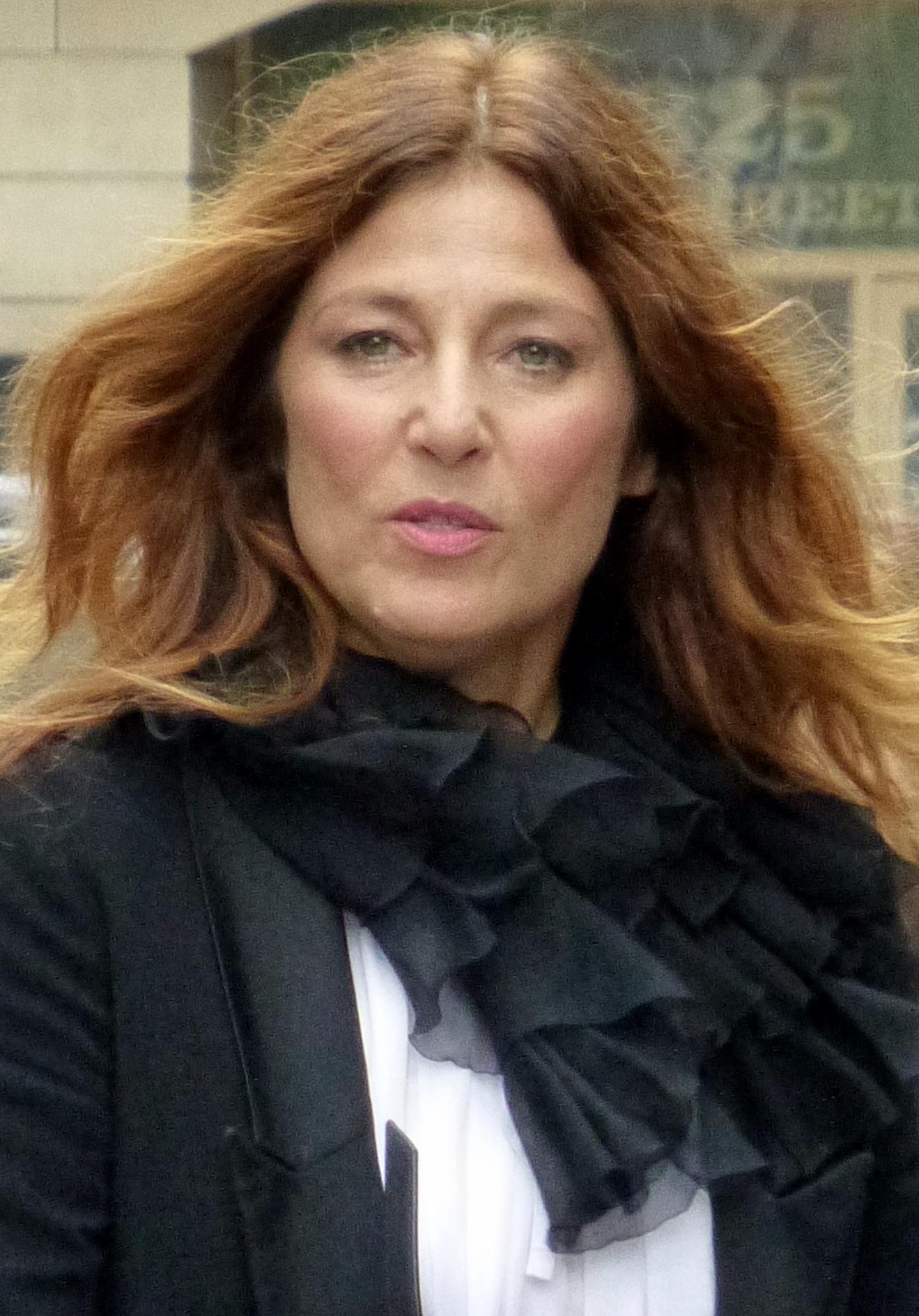
Catherine Keener
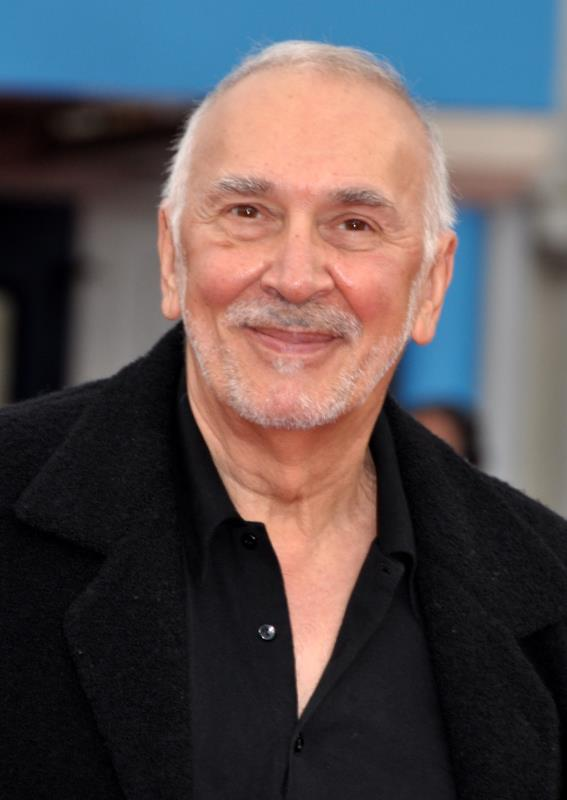
Frank Langella
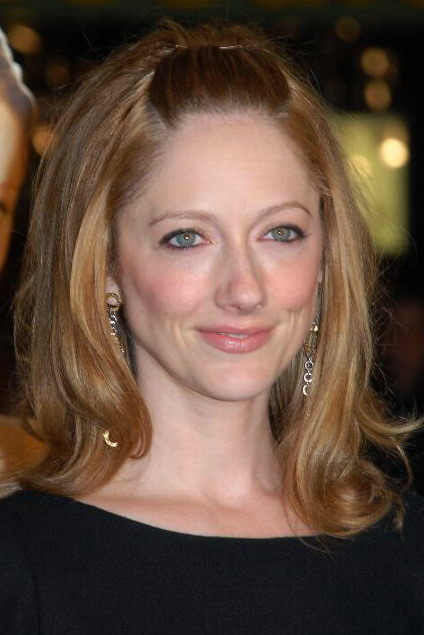
Judy Greer
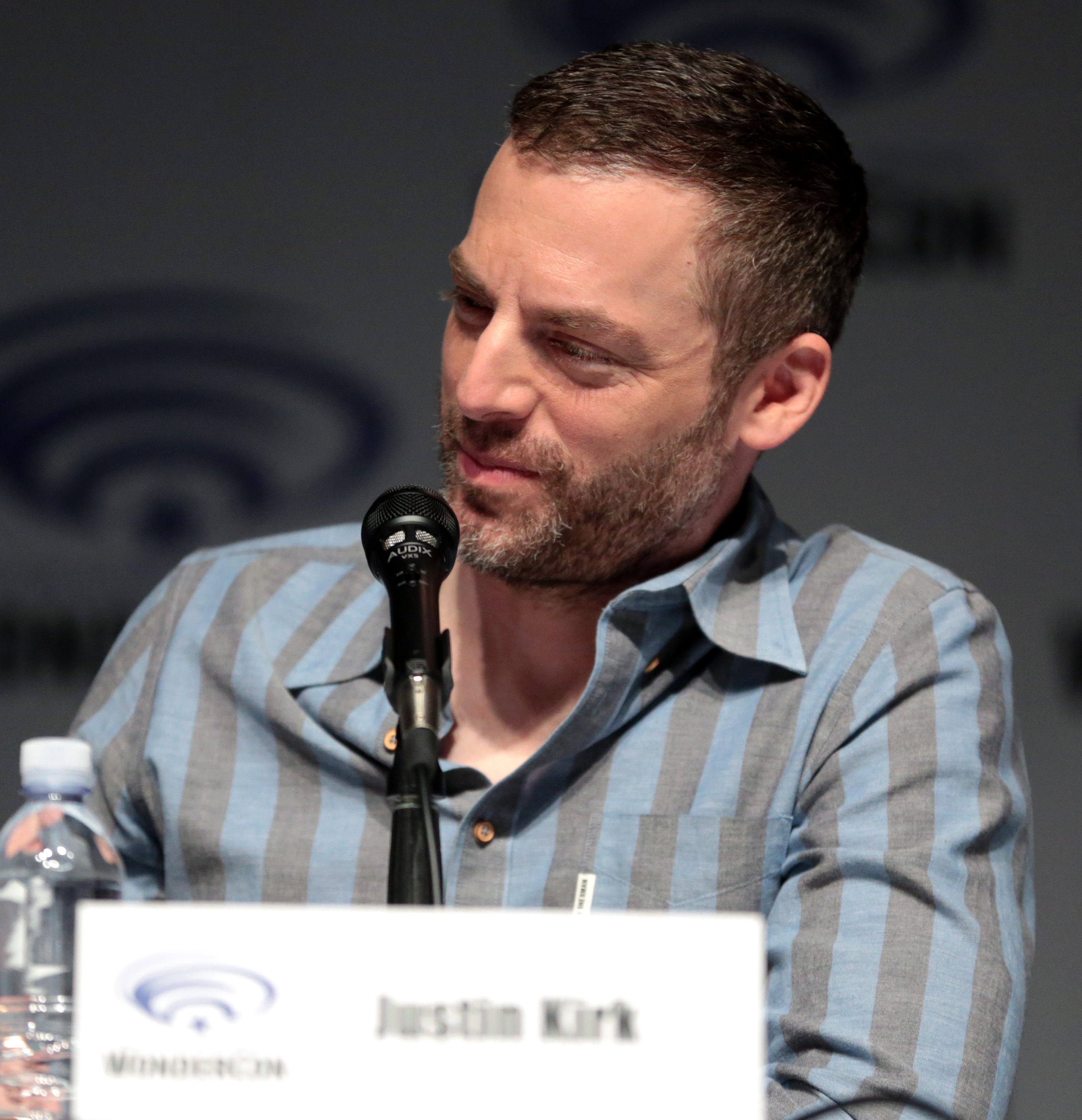
Justin Kirk

### Ricorrenti
- Scott Pereira, interpretato da Bernard White, doppiato da Franco Mannella.
- Cassidy, interpretata da Julitta Scheel, doppiata da Vittoria Bartolomei.
- B.D., interpretato da Coda Boesel.
- Giggles "Gigs", interpretato da Juliocesar Chavez, doppiato da Mattia Fabiano.
- Derrell, interpretato da Alex Raul Barrios, doppiato da Mattia Bressan.
- Macy, interpretata da Mary Faber
- Bert, interpretato da Barry Rothbart, doppiato da Gianluca Iacono.
- Clay, interpretato da Rich Fulcher
- Joanne Placket, interpretata da Kelly Coffield Park, doppiata da Maddalena Vadacca.
- Sheryl, interpretata da Gwen Hollander
- Il burattinaio dello Chef segreto, interpretato da Mike Quinn
- Il burattinaio di The Oops e Maestro Pimento Fermata, interpretato da Patrick Johnson
- Eliza, interpretata da Grace Song, doppiata da Martina Felli.
- Rex Farpopolis, interpretato da Andrew Tinpo Lee, doppiato da Roberto Accornero.
- Denny, interpretato da Jernard Burks
- Il burattinaio di Ennui La Triste, interpretato da Dan Garza, doppiato da Luca Ghignone.

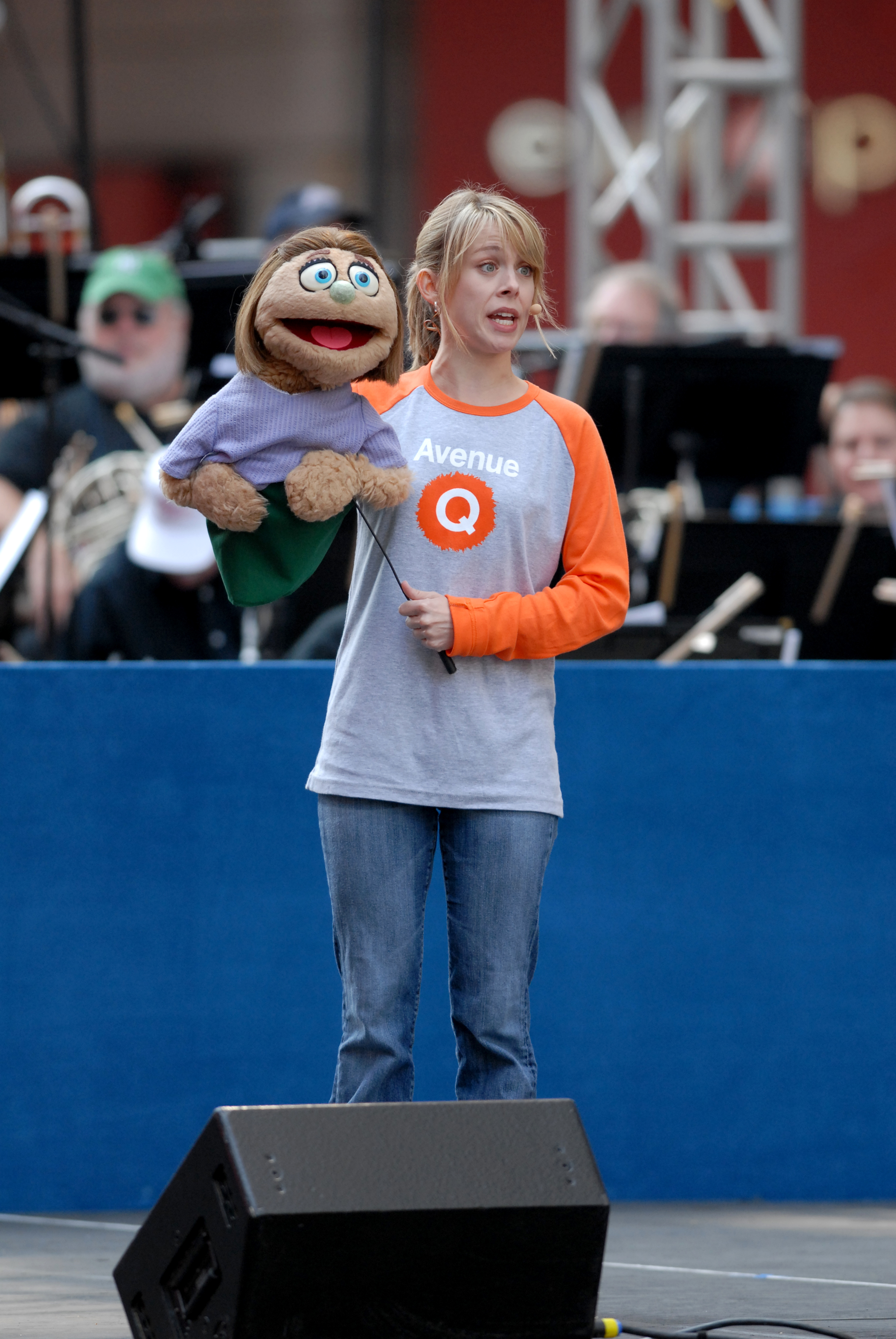
Mary Faber
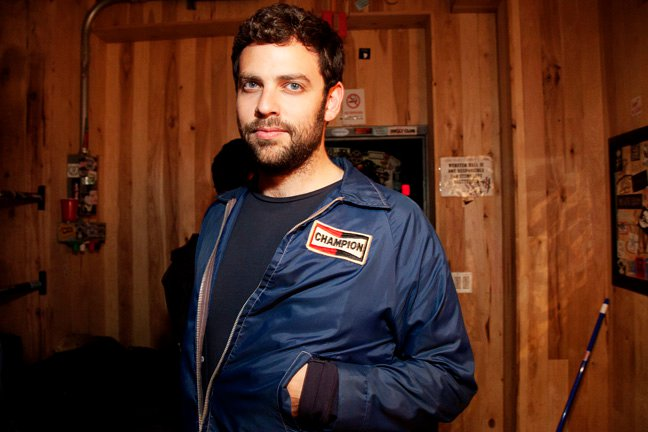
Barry Rothbart
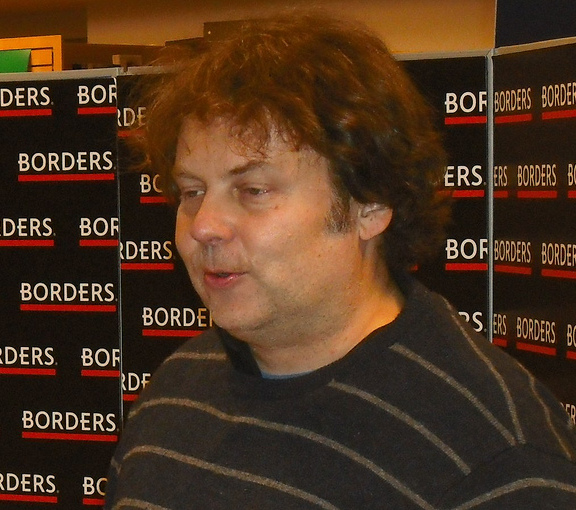
Rich Fulcher

### Guest star
- Betty Thomas
- Conan O'Brien, interpretato da se stesso, doppiato da Francesco Prando.
- Danny Trejo
- Cornell, interpretato da Tyler, the Creator
- Amika, interpretata da T'Keyah Crystal Keymáh
- Vivian, interpretata da Ginger Gonzaga
- Shaina, interpretata da Riki Lindhome
- Sig.ra Drinkwater, interpretata da Annie Korzen
- Piccola Grande (stagione 2), interpretata da Ariana Grande.

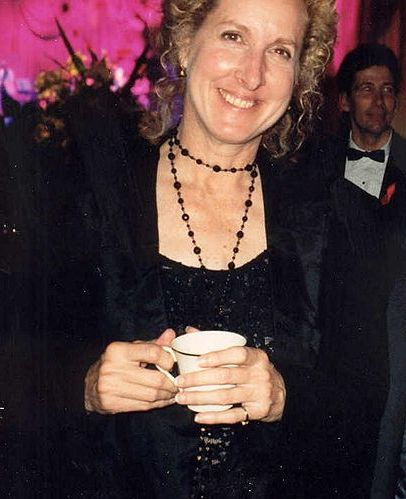
Betty Thomas
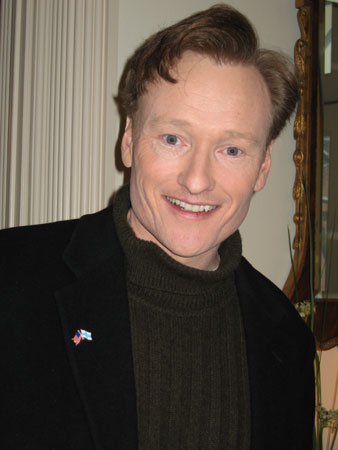
Conan O'Brien
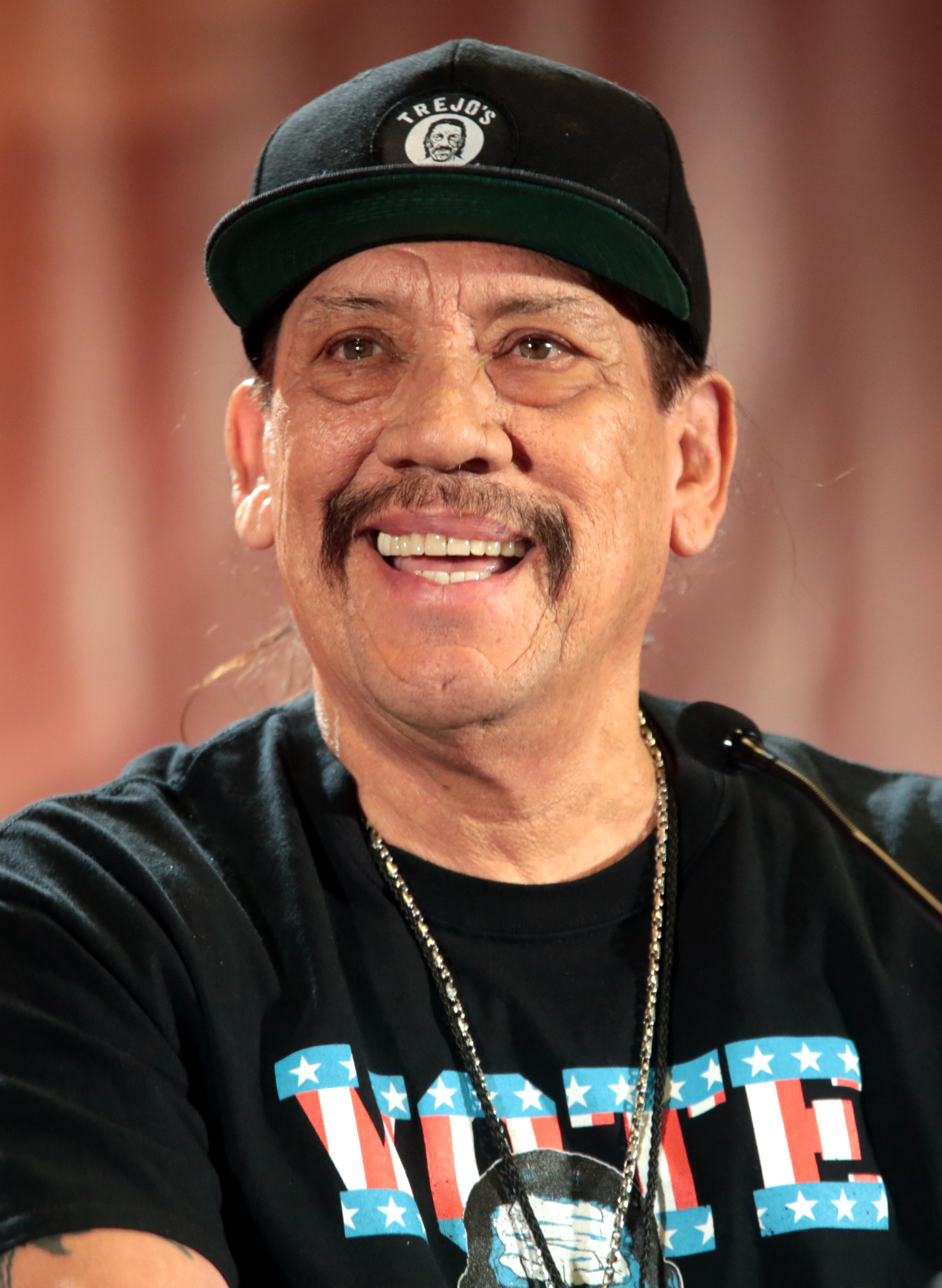
Danny Trejo
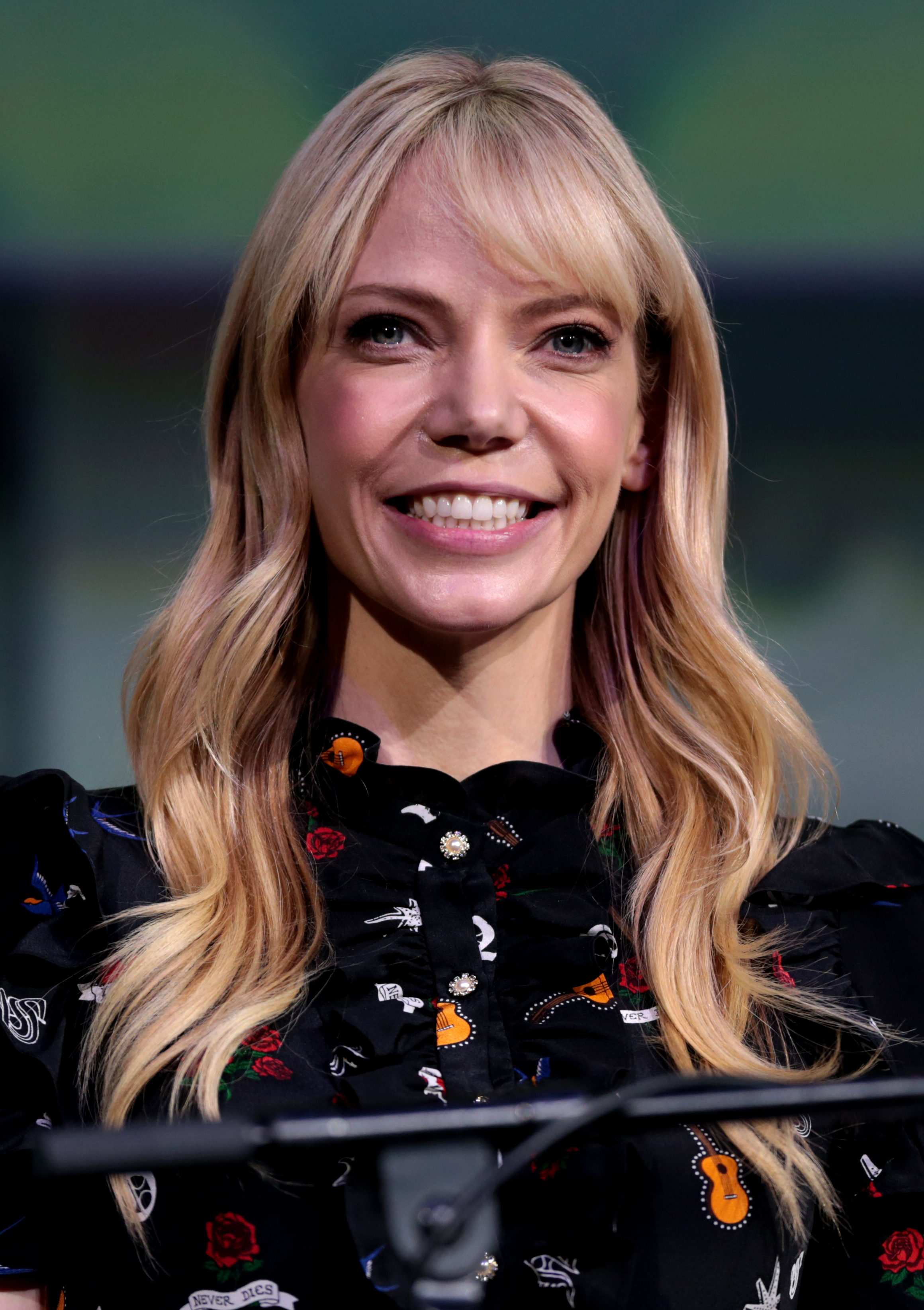
Riki Lindhome

## Produzione

### Sviluppo
Il 14 settembre 2017, venne annunciato che Showtime aveva dato alla produzione un ordine di 10 episodi per una prima stagione. La serie è stata creata da Dave Holstein, che avrebbe dovuto produrre anche accanto a Jim Carrey, Michel Gondry, Jason Bateman, Jim Garavente, Raffi Adlan e Michael Aguilar. Inoltre, Holstein doveva essere lo sceneggiatore dell'episodio pilota, mentre Gondry doveva dirigere tutti gli episodi. Gondry e Carrey hanno già collaborato insieme nel film del 2004 Se mi lasci ti cancello.
Il 7 giugno 2018, fu annunciato che la serie sarebbe andata in onda dal 9 settembre 2018.
Il 14 luglio 2020 Showtime ha cancellato la serie dopo due stagioni a causa dello share piuttosto basso durante la messa in onda della seconda stagione.

### Casting
Contemporaneamente all'annuncio dell'ordine delle serie, era stato confermato che Jim Carrey era stato scelto per il ruolo principale della serie. Il 14 dicembre 2017 venne riportato che Catherine Keener era stata scelta come protagonista femminile della serie. Il 4 gennaio 2018, fu annunciato che Frank Langella si era unito al cast principale. Il 13 febbraio 2018 venne riportato che anche Judy Greer si era unita al cast principale. Il 15 marzo 2018, fu annunciato che Justin Kirk era stato scelto per un ruolo ricorrente. Nel maggio 2018, Ginger Gonzaga e Bernard White si unirono al cast ricorrente. Il 9 luglio 2018, fu annunciato che Grace Song era stata scelta per un ruolo ricorrente.

## Promozione

### Marketing
Il primo trailer della serie è stato diffuso il 7 giugno 2018. Circa due settimane dopo è stato pubblicato un teaser che includeva una canzone della serie. Il 6 agosto 2018 furono pubblicati il poster della serie e il secondo trailer ufficiale.

### Anteprima
Il 5 settembre 2018, la serie è stata presentata in anteprima al Cinerama Dome di Los Angeles. Tra i presenti c'erano David Nevins, Judy Greer, Jim Carrey, Catherine Keener e Dave Holstein.

## Distribuzione
La serie è stata trasmessa sul canale Showtime dal 9 settembre 2018 all'8 marzo 2020.

### Trasmissione internazionale
In Canada, la serie va in onda su The Movie Network e CraveTV. In Francia, la serie va in onda su Canal+ Séries. Nel Regno Unito, la serie è in onda su Sky Atlantic. Anche in Italia, è stata trasmessa su Sky Atlantic dal 7 novembre 2018 al 31 agosto 2020.

## Riconoscimenti
- 2019 - Golden Globe[24]
  - Candidatura per la miglior serie commedia o musicale
  - Candidatura per il miglior attore in una serie commedia o musicale a Jim Carrey

## Accoglienza

### Critica
La serie è stata accolta positivamente dalla critica. Sull'aggregatore di recensioni Rotten Tomatoes ha un indice di gradimento del 74% con un voto medio di 7,5 su 10, basato su 57 recensioni. Il commento consensuale del sito recita: "I fan della farsa di Jim Carrey possono essere delusi, ma altri spettatori potrebbero trovare un sorprendente esame commovente di vita e dolore in Kidding". Su Metacritic, invece, ha un punteggio di 67 su 100, basato su 32 recensioni, che indicano "recensioni generalmente favorevoli".
In una recensione positiva, Karen Han di Vox ha elogiato la serie dicendo: "La decostruzione di una figura di Fred Rogers potrebbe creare uno spettacolo interessante da solo, ma Kidding trascende questa premessa facendo passi avanti sulla forza delle prestazioni di Carrey e una determinazione a rendere lo spettacolo altrettanto approssimativo e avvincente come la vita reale". In un'altra critica favorevole, Tim Goodman dell'Hollywood Reporter ha offerto consensi simili: "Con la sua acuta autocoscienza, la sua scrittura eccezionale e la sua costante recitazione, Kidding è la serie migliore e più bizzarra di Showtime da molto tempo". Ben Travers di IndieWire ha recensito i primi quattro episodi dello show e l'ha definito Mr. Rogers di una realtà alternativa e che, sebbene la fissazione sulla morte sia "scomoda", "mostra segni di uno scopo più leggero, più ampio e è sostenuto da inesorabile ottimismo". Inoltre ha elogiato la storia per aver trattato la sincerità di Jeff con rispetto e Carrey per la sua interpretazione "straordinaria" e "sfumata". Kristen Baldwin di Entertainment Weekly ha dato una B + definendola una "saga di famiglia agrodolce", mentre è risultata incerta sulla direzione dello show ma "per ora, è una storia avvincente sulla bellezza e la difficoltà di dare un dolore al tuo dolore". In una valutazione più contrastata, Alan Sepinwall di Rolling Stone ha dato alla serie tre stelle e mezzo su cinque e ha fornito un'ammirazione moderata dicendo: "Carrey vale il costo del biglietto, ciononostante non è la strada del ritorno in TV che molti dei suoi fan vorrebbero. Diamine, probabilmente sarebbe un grande successo ospitando solo una versione integrale dello show all'interno dello show, piuttosto che questa versione che ci regala solo innocenti scorci in mezzo a tutto il lutto. Ma come Jeff Pickles, Carrey vuole inclinarsi nelle parti più difficili della vita, il più delle volte con Kidding, ci riesce".
In una valutazione negativa, Pilot Viruet di Uproxx ha confrontato la serie in modo sfavorevole con alcuni degli show passati di Showtime dicendo: "quelle serie hanno trovato il modo di rendere l'umorismo più naturale, più adatto alle storie che stanno raccontando. L'approccio di Kidding è più chiaro e frequente confondendo, come se si scorgesse un burattino dai colori vivaci che vagava nel nostro mondo reale". Caroline Framke di Variety ha detto che lo spettacolo ha successo in posti, ma il più delle volte non "si sente intrappolato tra troppi toni e idee per diventare abbastanza distintivo come potrebbe essere". Framke ha anche scritto che nei primi quattro episodi lo spettacolo comprende meglio la personalità televisiva e gli affari del signor Pickles piuttosto che del padre in lutto. Dave Nemetz di TVLine è critico nei confronti del tono dello show, dicendo che è "a metà strada tra commedia e dramma, e non è del tutto positivo in entrambi".